# Wolf Dietrich von Gemmingen (1550–1595)

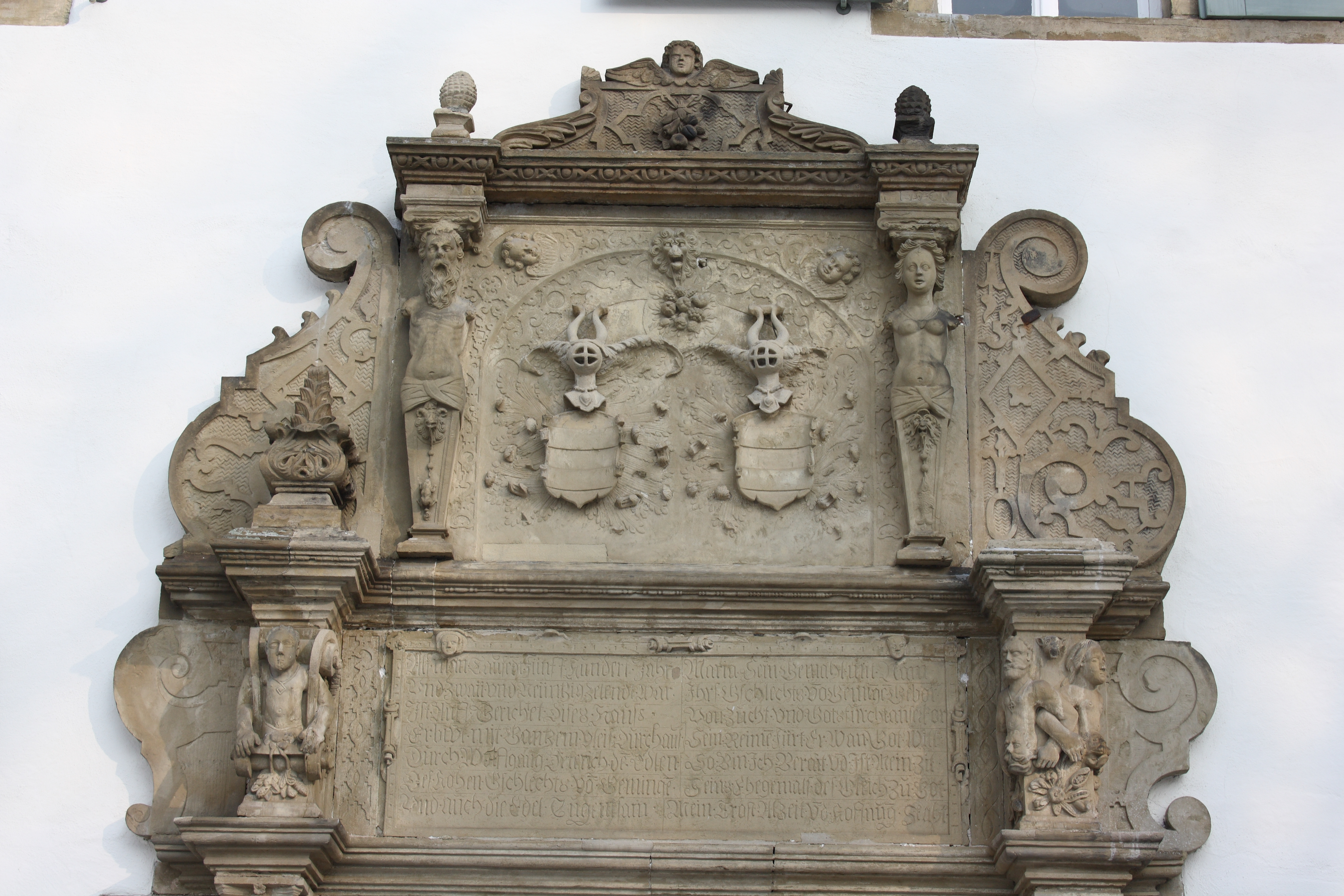
Allianzwappen des Wolf Dietrich von Gemmingen und seiner Frau Maria von Gemmingen-Bürg von 1592 über dem Portal des Gemminger Unterschlosses

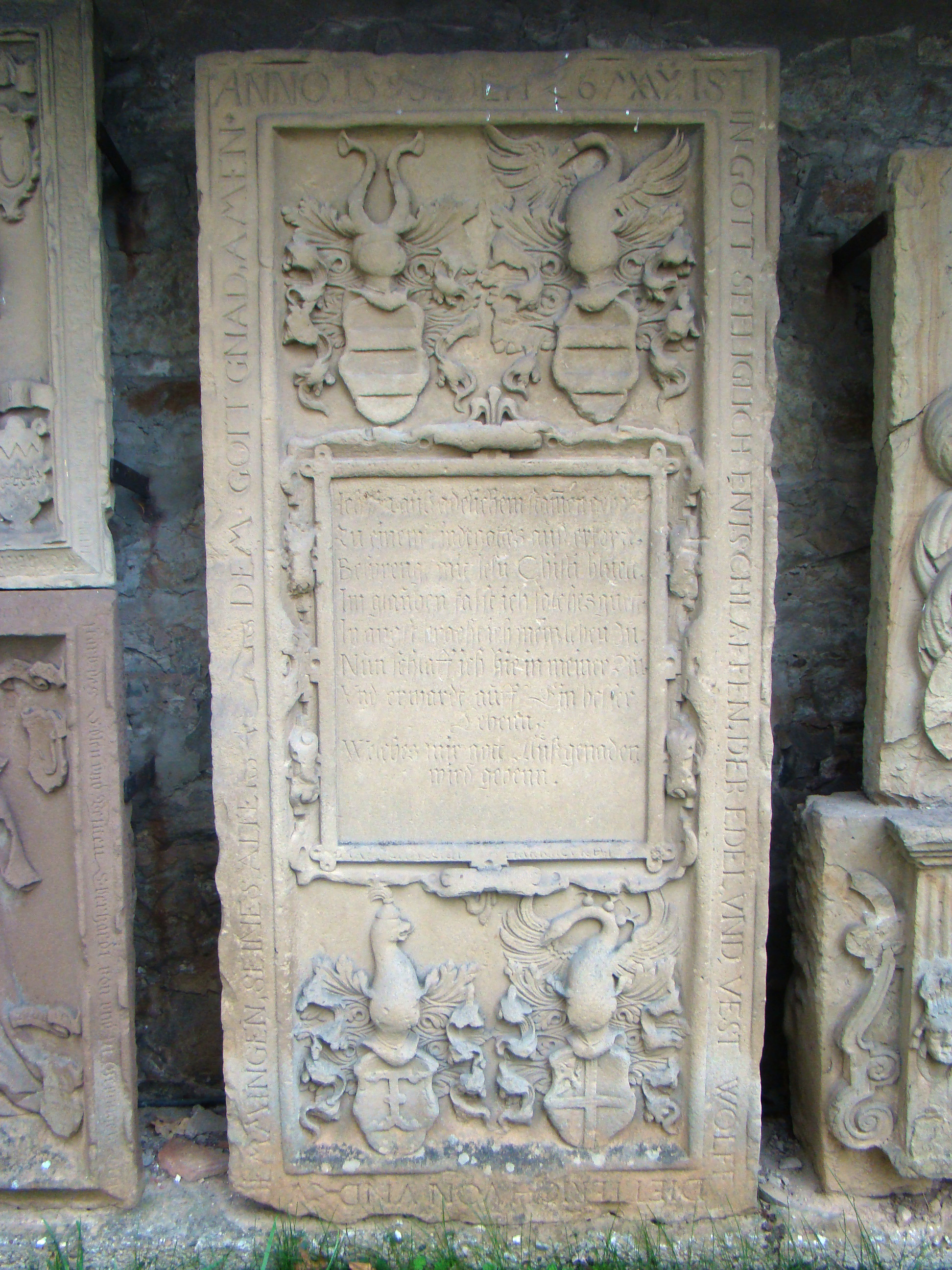
Grabplatte Wolf Dietrichs beim Gemminger Unterschloss

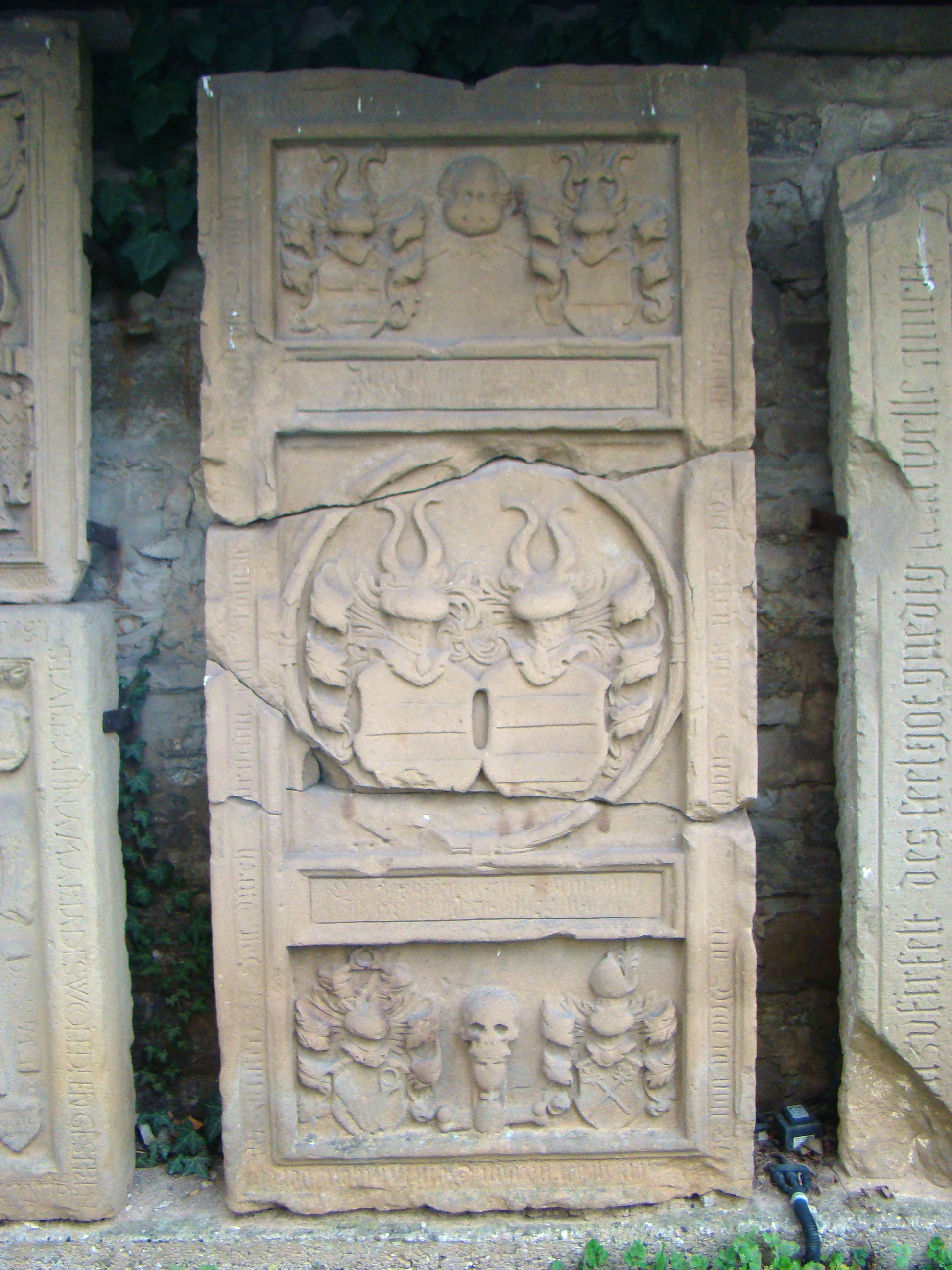
Grabplatte seiner Gattin Maria von Gemmingen-Bürg beim Gemminger Unterschloss

Wolf Dietrich von Gemmingen (* 9. März 1550; † 26. Mai 1595) war Besitzer des Unterschlosses in Gemmingen. Auf ihn geht der Umbau des Bauwerks im späten 16. Jahrhundert zurück. Unter seinen Söhnen Dietrich (1584–1659) und Wolf Dieter (1595–1645) teilte sich die II. Linie (Gemmingen, Guttenberg) der Freiherren von Gemmingen in die Äste Gemmingen-Fürfeld und Bonfeld-Guttenberg.

## Leben
Er war ein Sohn des Dietrich von Gemmingen (1526–1587) und der Philippina von Schwartzenburg († 1554). Er besaß das Unterschloss in Gemmingen, dessen Lehen ihm 1587 und 1590 erneuert wurde. 1591 erhielt er die Erlaubnis, 2000 Gulden auf das Lehen aufzunehmen. 1000 Gulden lieh er sich 1591 von der Stadt Heilbronn.
Zum Umbau des Gemminger Unterschlosses berief er vermutlich den Bildhauer Jakob Müller. Diesem wird das Schlossportal von 1592 mit Allianzwappen Gemmingen/Gemmingen-Bürg zugeschrieben, ebenso wie das in Gemmingen erhaltene Grabmal von Wolf Dietrich von Gemmingen, das Müller wohl mit seinem Gehilfen Adam Wagner schuf.
Er wurde in der alten Gemminger Kirche begraben, seit der Erneuerung der Kirche in den 1840er Jahren befindet sich seine Grabplatte im Garten des Gemminger Unterschlosses.

## Familie
Er war 1583 verheiratet mit Maria von Gemmingen-Bürg († 1609). Auch ihre Grabplatte ist im Gemminger Schlossgarten erhalten.
Nachkommen:
- Dietrich (1584–1659), 4 Ehen, 1. Ast (Gemmingen-Fürfeld)
- Hans Wolf (1592–1638) ⚭ Anna Maria von Gemmingen-Bürg, Anna Elisabetha zu Eltz
- Wolf Dieter (1595–1645) ⚭ Regina Barbara von Crailsheim (1597–1635), Catharina von Grumbach (* 1613), 2. Ast (Bonfeld-Guttenberg)